# Hidżab

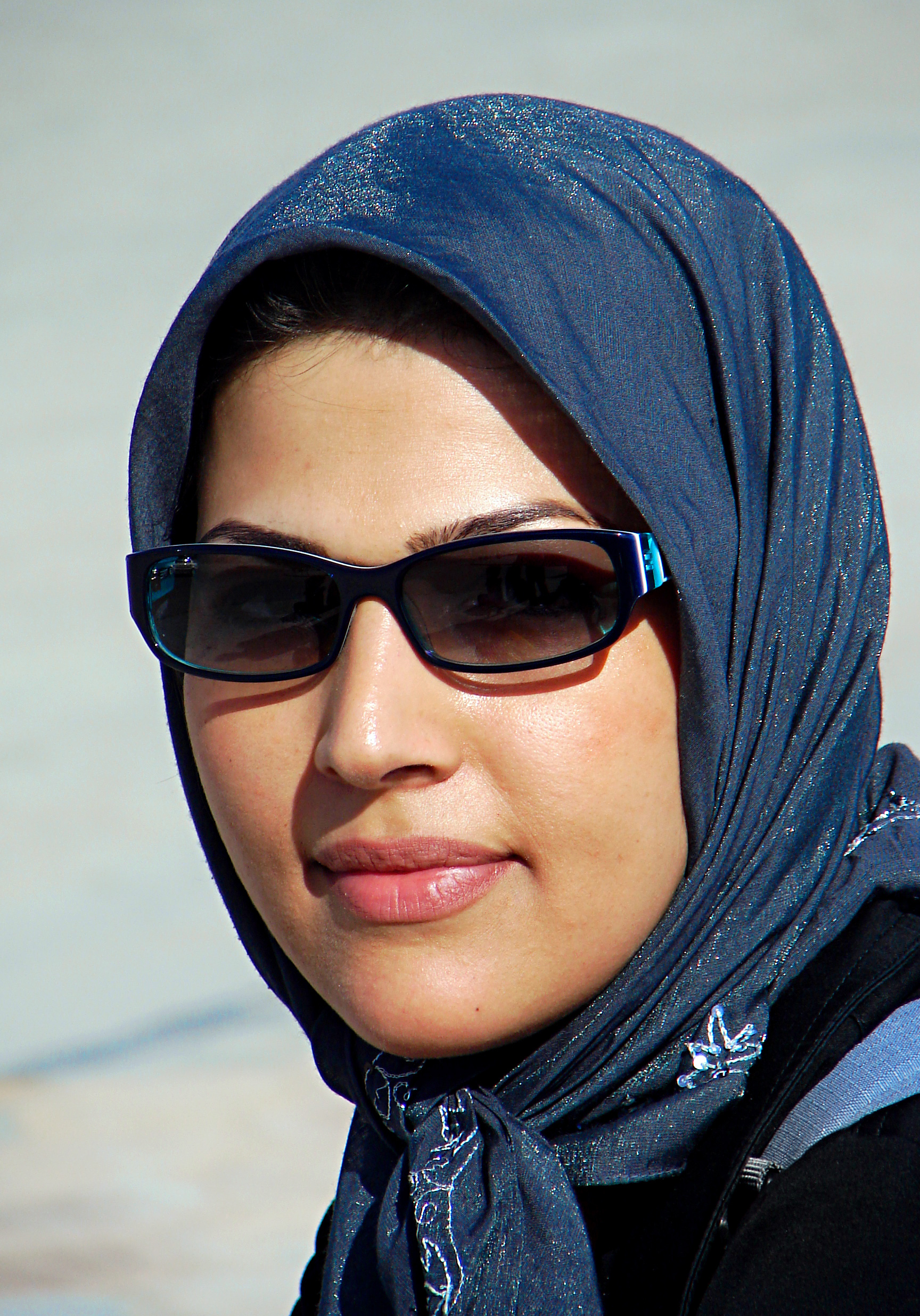
Hidżab

Hidżab (arab. ‏حجاب‎, ḥiǧāb; tłum. „okrycie, zasłona”) – w tłumaczeniu z arabskiego oznacza "zasłonę" i "ochronę". Jest to nakrycie głowy, które nosi część kobiet wyznających islam. Kobiety noszą hidżab w obecności dorosłych mężczyzn, którzy nie są ich najbliższymi krewnymi.

## Hidżab jako wyraz skromności i prywatności
Hidżab noszony przez kobiety muzułmańskie, to chusta zakrywająca włosy, uszy i szyję, jednak nie ramiona i twarz. Noszenie jej jest wyrazem skromności i prywatności, cnót nauczanych i praktykowanych w islamie. Skromność w Koranie – według Encyclopedia of Islam and Muslim World – dotyczy „spojrzenia, sposobu chodzenia, ubierania się i genitaliów”, zarówno u kobiet jak i mężczyzn. Słowo hidżab może być również stosowane w odniesieniu do rozdziału kobiet od mężczyzn w sferze publicznej, lub może zawierać wymiar metafizyczny –  al-hidżabu  odnosi się do „zasłony, która oddziela człowieka czy świat od Boga”.
Według zwyczaju, za którym stoi autorytet hadisów, np. zbioru hadisów al-Buchariego, które przekazał Dżurhad, niektóre części ciała ludzkiego są aurah, tzn. nie powinny być ukazywane publicznie. U kobiet aurah obejmuje całe ciało z wyjątkiem twarzy i dłoni. U mężczyzn – obszar od pępka do kolan. Dodatkowo mężczyznom nie wolno nosić ubrań z jedwabiu (kobietom wolno).
Według szkoły hanbalickiej prawa muzułmańskiego, kobiety powinny zakrywać twarze nikabem lub burką. W niektórych państwach islamskich (np. Arabii Saudyjskiej) zasłanianie twarzy przez kobiety jest nakazane przez prawo. Zwyczaj ten nie jest jednak uznawany przez większość muzułmanów.

## Teksty szariackie nakazujące hidżab

### Koran
Powiedz wierzącym kobietom, żeby spuszczały skromnie swoje spojrzenia i strzegły swojej czystości; i żeby pokazywały jedynie te ozdoby, które są widoczne na zewnątrz; i żeby narzucały zasłony na piersi, i pokazywały swoje ozdoby jedynie swoim mężom lub ojcom, albo ojcom swoich mężów, albo swoim synom lub synom swoich mężów, albo swoim braciom, albo synom braci, lub synom swoich sióstr; lub ich żonom, lub tym, którymi zawładnęły ich prawice; albo swoim służącym spośród mężczyzn, którzy nie są owładnięci pożądaniem cielesnym; albo też chłopcom, którzy nie poznali nagości kobiet. I niech one nie stąpają tak, aby było wiadomo, jakie ukrywają ozdoby. Nawracajcie się wszyscy do Boga, o wy wierzący! Być może, będziecie szczęśliwi! (24:31)
O synowie Adama! Niech was nie skusi szatan, jak wówczas gdy wyprowadził waszych rodziców z Ogrodu, zdejmując z nich ubiór, by im ukazać ich nagość. On przecież widzi was – on i jego plemię – tam, skąd wy ich nie widzicie. Oto My uczyniliśmy szatanów opiekunami tych, którzy nie wierzą! (7:27)
O proroku! Powiedz swoim żonom i swoim córkom, i kobietom wierzących, aby się szczelnie zakrywały swoimi okryciami. To jest najodpowiedniejszy sposób, aby były poznawane, a nie były obrażane. A Bóg jest Przebaczający, Litościwy! (33:59)

### Hadisy
- Prorok powiedział: „Od kiedy dziewczyna zacznie miesiączkować, nie jest właściwe dla niej by pokazywała swoje ciało oprócz tego i tego”, i wskazał na dłonie i twarz (Sunan abu Daud, przekazała Aisza)
- Prorok mijał mnie, gdy miałem na sobie tunikę odkrywającą uda. Gdy to zauważył, powiedział: „ukryj swe uda, bo są one częścią aurah” (według zbioru hadisów al-Buchariego; przekazał Dżurhad)
- Pokazano Prorokowi jedwabną szatę. On przyjął ją i pomodlił się. Gdy zakończył modlitwę, odrzucił szatę ze złością, mówiąc: „ten ubiór nie jest właściwy dla tych, którzy boją się Allaha”. (według zbioru hadisów al-Buchariego; przekazał Ukba bin Amir)

## Przedislamskie semickie korzenie hidżabu
Zwyczaj zasłaniania twarzy przez kobiety był znany na Bliskim Wschodzie na wiele wieków przed powstaniem islamu. Występował m.in. w starożytnym Izraelu. Dorastające córki rzadko opuszczały dom rodzinny, a wychodząc zakładały – jak wszystkie kobiety – sięgającą do kostek tunikę z długimi rękawami oraz nakrycie głowy z woalką tak gęstą, że nie można było rozpoznać rysów twarzy. Tak ubrana była np. Zuzanna, gdy stawiła się przed sądem oskarżona przez dwóch starców o zdradę męża (por. Dn 13,32). Zwyczaj zasłaniania twarzy przez kobiety, przyjęty także w trakcie zaślubin, umożliwił Labanowi zamianę córek – zamiast obiecanej Racheli przyprowadził on Jakubowi Leę, o czym ten przekonał się dopiero rano po nocy poślubnej (Rdz 29,23–25). Strój kobiety zależał też od pozycji społecznej, a na wsi ze względu na pracę w polu był mniej rygorystyczny. Ponadto Księga Rodzaju 38, 15 mówi o Tamar, że „Kiedy Juda ją ujrzał, pomyślał, że jest ona nierządnicą, gdyż miała twarz zasłoniętą".
Zakrywanie twarzy przez kobiety w Izraelu nie było zwyczajem czysto kulturowym. Miało znaczenie także teologiczne. Jak ukazał to Edgar Haulotte SJ, w Biblii hebrajskiej znajduje się szereg zapisów dotyczących przykrycia ciała, by uchronić jego prywatność, szczególnie, by strzec przed poniżeniem przez pożądliwe spojrzenie, sprowadzające „osobę ludzką do rangi jakiegoś przedmiotu pożądania, spychając ją w ten sposób ponownie do owego chaosu, z którego została wyprowadzona przez Stwórcę.” Tak, w Księdze Rodzaju znajduje się zakaz „uchylania okrycia” ze wstydliwych części ciała mężczyzny (Rdz 9, 20–27) i kobiety (Rdz 34; por. 2 Sm 3). Księga Kapłańska regulowała szczegółowo zasłanianie nagości w małżeństwie i rodzinie: „Nikt z was nie będzie się zbliżał do ciała swojego krewnego, aby odsłonić jego nagość. Ja jestem Pan!” (Kpł 18,6–18). 
Według Biblii hebrajskiej mężczyźni i kobiety powinni nosić różne ubrania (Pwt 22, 5). Zasłona twarzy u kobiet izraelskich miała symboliczne znaczenie w stosunku do zaślubin. Była elementem ceremonii poświęcenia się kobiety temu, który ją sobie wybrał. Tak uczyniła Rebeka, gdy zobaczyła Izaaka:

Gdy zaś Rebeka podniosła oczy, spostrzegła Izaaka, szybko zsiadła z wielbłąda i spytała sługi: Kto to jest ten mężczyzna, który idzie ku nam przez pole? Sługa odpowiedział: To mój pan. Wtedy Rebeka wzięła zasłonę i zakryła twarz. Kiedy sługa opowiedział Izaakowi o wszystkim, czego dokonał, Izaak wprowadził Rebekę do namiotu Sary, swej matki. Wziąwszy Rebekę za żonę, Izaak miłował ją, bo była mu pociechą po matce (Rdz 24,65–67).

Jak podkreślił Edgar Haulotte SJ, poświęcenie się kobiety mężowi przez gest zasłonięcia twarzy nie było w tradycji starożytnego Izraela wyrazem jej ubezwłasnowolnienia, „oblubieniec nie bierze w posiadanie swojej oblubienicy (por. Rt 4, 7; Pwt 25, 9; Ps 60, 19), lecz obdarza ją chwałą własnej osoby”. Oblubieniec przekazuje swej żonie wszystko, co posiada, przez „wyciągnięcie nad nią brzegu swego płaszcza" (Rut 3, 9; por. Pwt 23, 1).